# Östensson
Östensson är ett svenskt efternamn. 

## Personer
- Ida Östensson, föredragshållare
- Nils Östensson, längdåkare
- Yngve Östensson, tecknare